# اس‌تی میس
اس‌تی میس (به انگلیسی: ST Mies) یک کشتی بود که طول آن ۱۰۵ فوت ۲ اینچ (۳۲٫۰۵ متر) بود. این کشتی در سال ۱۹۴۵ ساخته شد.